# 대성일고등학교
대성일고등학교(大成一高等學校)는 대한민국 경상남도 거창군 거창읍 가지리에 있는 사립 고등학교이다.

## 학교 연혁
- 1951년 10월 12일 : 학교법인 명륜학원 설립
- 1959년 4월 6일 : 양재원 이사장 취임
- 1974년 3월 2일 : 거창대성여자상업고등학교 개교
- 1979년 9월 26일 : 학교법인 덕봉학원으로 정관 변경
- 1995년 6월 17일 : 양길용 이사장 취임
- 2000년 3월 1일 : 거창대성환경정보고등학교로 교명 변경
- 2009년 3월 1일 : 대성일고등학교로 교명 변경
- 2012년 3월 1일 : 일반고(인문계) 전환
- 2023년 1월 4일 : 제47회 졸업식(졸업생누계 10,916명)
- 2023년 3월 1일 : 제21대 박윤수 교장 취임
- 2023년 3월 2일 : 제50회 입학식 96명 입학

## 참고 자료
- 대성일고등학교 - 한국교육학술정보원 학교알리미